# Louga
Louga (wolof: Luga) – miasto i departament w północno-centralnym Senegalu, stolica regionu Louga, ok. 82 tys. mieszkańców (stan z 2007 roku).